# Saison 2010 de l'Australian Football League
La saison 2010 de l'Australian Football League est la cent-quinzième saison de cette compétition depuis que celle-ci a été créée en 1897. Seize équipes jouent vingt-deux journées de championnat (saison régulière), les huit meilleures d'entre elles sont qualifiées pour les phases finales, dans le but de se qualifier pour la Grande Finale disputée au Melbourne Cricket Ground. Le coup d'envoi officiel de la saison est le 25 mars 2010.

## Clubs
| Équipe             | Ville     | Stade                    | Capacité | Première saison |
| Adelaide FC        | Adélaïde  | Football Park            | 51 515   | 1991            |
| Brisbane Lions     | Brisbane  | The Gabba                | 42 000   | 1997            |
| Carlton FC         | Melbourne | Docklands Stadium        | 53 355   | 1897            |
| Collingwood FC     | Melbourne | Melbourne Cricket Ground | 100 000  | 1897            |
| Essendon FC        | Melbourne | Docklands Stadium        | 53 355   | 1897            |
| Fremantle FC       | Fremantle | Kardinia Park            | 28 000   | 1995            |
| Geelong FC         | Geelong   | Kardinia Park            | 28 000   | 1897            |
| Hawthorn FC        | Melbourne | Melbourne Cricket Ground | 100 000  | 1925            |
| Melbourne FC       | Melbourne | Melbourne Cricket Ground | 100 000  | 1897            |
| North Melbourne FC | Melbourne | Docklands Stadium        | 53 355   | 1925            |
| Port Adelaide FC   | Adélaïde  | Football Park            | 51 515   | 1997            |
| Richmond FC        | Melbourne | Melbourne Cricket Ground | 100 000  | 1908            |
| St Kilda FC        | Melbourne | Docklands Stadium        | 53 355   | 1897            |
| Sydney Swans       | Sydney    | Sydney Cricket Ground    | 46 000   | 1897            |
| West Coast Eagles  | Perth     | Subiaco Oval             | 43 500   | 1987            |
| Western Bulldogs   | Melbourne | Docklands Stadium        | 53 355   | 1925            |

## Classement de la phase régulière
| Rang | Franchise          | Joués | V  | N | D  | PP   | PC   | %      | Points |
| 1    | Collingwood FC     | 22    | 17 | 1 | 4  | 2349 | 1658 | 141,68 | 70     |
| 2    | Geelong FC         | 22    | 17 | 0 | 5  | 2518 | 1702 | 147,94 | 68     |
| 3    | St Kilda FC        | 22    | 15 | 1 | 6  | 1935 | 1591 | 121,62 | 62     |
| 4    | Western Bulldogs   | 22    | 14 | 0 | 8  | 2174 | 1734 | 125,37 | 56     |
| 5    | Sydney Swans       | 22    | 13 | 0 | 9  | 2017 | 1863 | 108,27 | 52     |
| 6    | Fremantle FC       | 22    | 13 | 0 | 9  | 2168 | 2087 | 103,88 | 52     |
| 7    | Hawthorn FC        | 22    | 12 | 1 | 9  | 2044 | 1847 | 110,67 | 50     |
| 8    | Carlton FC         | 22    | 11 | 0 | 11 | 2143 | 1983 | 108,07 | 44     |
| 9    | North Melbourne FC | 22    | 11 | 0 | 11 | 1930 | 2208 | 87,41  | 44     |
| 10   | Port Adelaide FC   | 22    | 10 | 0 | 12 | 1749 | 2123 | 82,38  | 40     |
| 11   | Adelaide FC        | 22    | 9  | 0 | 13 | 1763 | 1870 | 94,28  | 36     |
| 12   | Melbourne FC       | 22    | 8  | 1 | 13 | 1863 | 1971 | 94,77  | 34     |
| 13   | Brisbane Lions     | 22    | 7  | 0 | 15 | 1775 | 2158 | 94,77  | 28     |
| 14   | Essendon FC        | 22    | 7  | 0 | 15 | 1930 | 2402 | 80,35  | 28     |
| 15   | Richmond FC        | 22    | 6  | 0 | 16 | 1714 | 2348 | 73,00  | 24     |
| 16   | West Coast Eagles  | 22    | 4  | 0 | 18 | 1773 | 2300 | 77,09  | 16     |

| - Qualifié pour les phases finales (#1 à #8). |
| abréviations=Pts, points; J, matchs joués; V, victoires ; N, match nuls ; D, défaites ; PP, points pour ; PC, points contre ; Diff, différence de points ; T, tenant du titre. |

Attribution des points : quatre points sont attribués pour une victoire, deux points pour un match nul, aucun point en cas de défaite.

Mise à jour : 3/10/2010

Source : afl.com.au